# HMS Agamemnon (1852)
HMS Agamemnon byla britská válečná loď. Jednalo se o plachetní dvojpalubník vybavený pomocným parním strojem a šroubem. Agamemnon byl první lodí britského královského námořnictva, která byla od počátku stavěna s pomocným parním strojem.

## Konstrukce
Stavba byla zahájena v roce 1849 ve Woolwochi, loď byla spuštěna na vodu o tři roky později.

## Dělostřelecká výzbroj
Tento dvojpalubník nesl celkem 80 děl na dvou dělových palubách a horní nekryté palubě. Jednalo se o děla čtyř ráží – dvě 68liberní, 34 32liberních děl, 36 osmipalcových a 8 desetipalcových kanónů.
| Paluba         | 68liberní | 32liberní | 8palcová | 10palcová |
| -------------- | --------- | --------- | -------- | --------- |
| Dolní paluba   | –         | –         | 36 ks    | –         |
| Hlavní paluba  | –         | 34 ks     | –        | –         |
| Nekrytá paluba | 2 ks      | –         | –        | 8 ks      |

## Pokládání transatlantického kabelu
Roku 1857 byla loď vybavena zařízením pro pokládání podmořského kabelu a uzpůsobena pro náklad 1250 tun telegrafního kabelu pro první pokus Atlantické telegrafní společnosti o položení transatlantického telegrafního kabelu. Přestože tento pokus nebyl úspěšný, byl následujícího roku zopakován a Agamemnonu a jeho americkému protějšku USS Niagaře se 29. července 1858 podařilo uprostřed Atlantiku úspěšně spojit oba konce kabelu.